# ウィリアム・バフィン

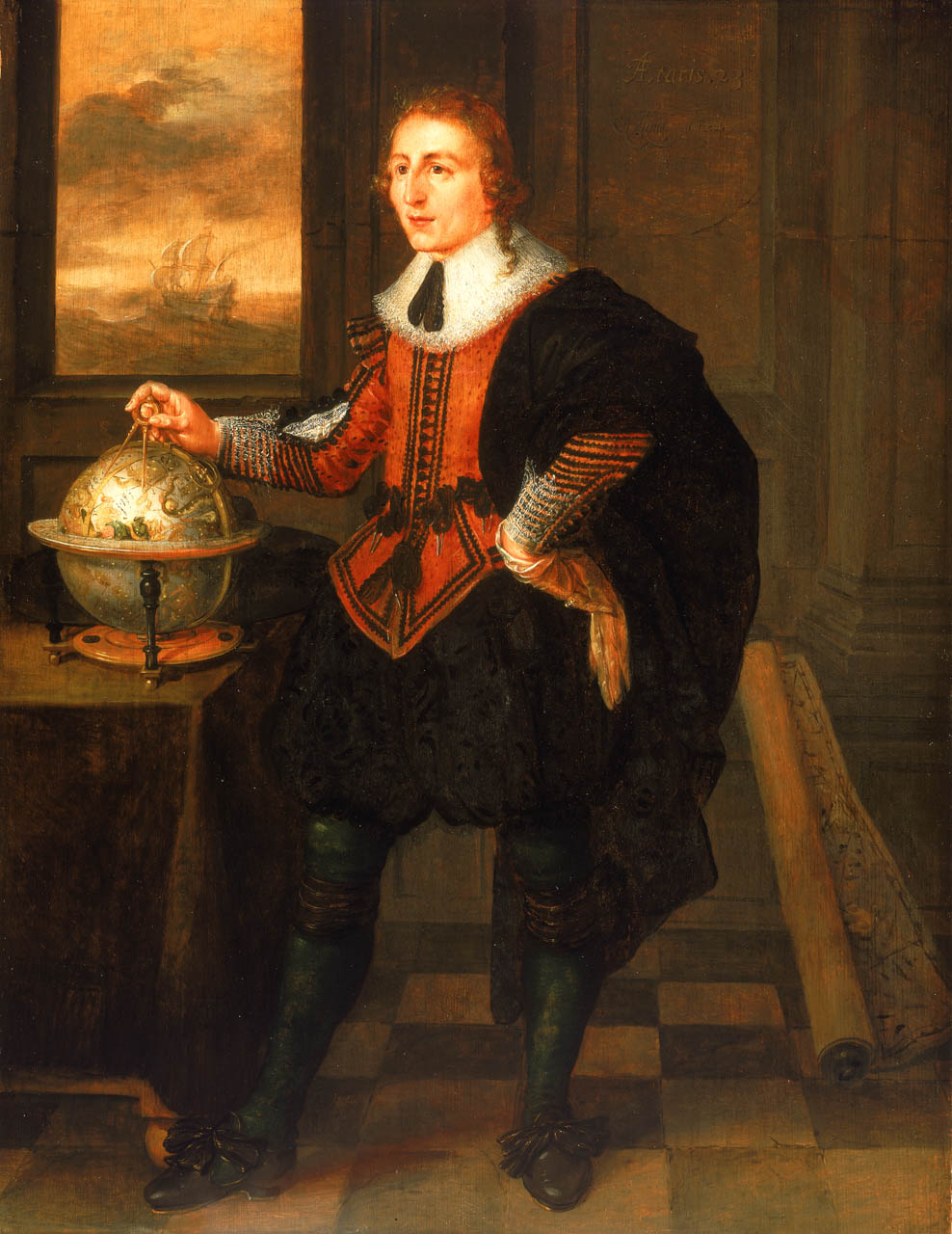
ウィリアム・バフィン

ウィリアム・バフィン （英語: William Baffin, 1584年 - 1622年1月23日）は、イングランドの探検家・航海者。彼の前半生については何もわかっていないが、ロンドンで下層階級に生まれたこと、自身の勤勉さと不屈の精神で次第に頭角を現したことが推測されている。
彼の名前が最も古くに登場するのは1612年で、北西航路を探す旅の主任の水先案内人として、ジェームズ・ホール船長に雇われた。ホールはグリーンランド西岸で先住民と争い殺されたため、バフィンはその年から2年間をスピッツベルゲン島で捕鯨業に従事した（当時ムスコヴォイ会社の管轄下にあった）。
1615年、バフィンは北西航路を探す会社に入社し、小さな船ディスカヴァリー号のロバート・バイロット船長に水先案内人として同行した。この時にハドソン海峡を調査した。この航海におけるバフィンの天文学知識やその正確さは、2世紀後に同じ場所を通ったウィリアム・エドワード・パリー卿によって確認された。
同じ年のうちに再度ディスカヴァリー号で航海に出、デイヴィス海峡を通ってバフィン島の北に良港を見つけた。この時発見した海峡のいくつかには、航海の後援者にちなみランカスター海峡、スミス海峡、ジョーンズ入り江の名をつけた。彼はジョン・デイヴィスがやってきたときよりも300マイル（480キロメートル）北方におり、以後236年間バフィンを超えた者は現れなかった。
彼は望みを抱いていたものの、北西航路でインドへ向かうルートの調査は打ち切られた（1818年にロス艦長に再発見されるまでバフィンの探検は疑問視されていた）。バフィンはイギリス東インド会社の仕事に就き、1617年から1619年まで英領インドのスーラトへ向かった。彼がこの航海で行った紅海とペルシャ湾の検分は、東インド会社に非常に有益なものとなった。1620年代初め、イングランドとペルシャの戦い（1622年のホルムズ占領）がゲシュム島で起こっていた最中に再びホルムズ海峡に向かったが、戦闘で重傷を負い死亡した。
バフィン湾とバフィン島は、後年になって彼にちなみ名付けられた。